# 타이완 공영 방송 그룹
타이완 공영 방송 그룹(중국어: 台灣公共廣播電視集團 대만공공광파전시집단[*], 영어: Taiwan Broadcasting System, 약칭: TBS)는 2006년 7월 1일에 출범한 중화민국의 공영 텔레비전 방송국이다. 대만의 지상파 방송인 중화 텔레비전(CTS)과 공공전시문화사업기금회(PTS)를 비롯하여 5개의 방송 네트워크를 운영하고 있다.

## 계열 방송국
- 중화 텔레비전 (中華電視股份有限公司, 약칭 CTS)
- 공공전시문화사업기금회 (公共電視文化事業基金會, 약칭 PTS)
- 하카 텔레비전 (客家電視臺 또는 Hakka TV)
- 타이완 원주민 텔레비전 (原住民族電視台, 약칭 TITV)
- 台灣宏觀電視 (Taiwan Macroview Television, 약칭 MACTV)